# Concana
Concana is een geslacht van vlinders van de familie spinneruilen (Erebidae), uit de onderfamilie Calpinae.

## Soorten
- C. intricata Schaus, 1911
- C. lecta Schaus, 1911
- C. lepida Schaus, 1911
- C. mundissima Walker, 1857
- C. permixta Schaus, 1912